# 알룰로스
알룰로스(allulose, D-allulose) 또는 D-프시코스(영어: D-psicose) 또는 D-리보-2-헥술로스(D-ribo-2-hexulose)는 6개의 탄소 원자가 포함된 단당류이고, 케톤기를 가지고 있는 케토스이며, 화학식은 C6H12O6이다. 알룰로스는 천연물에 소량으로 존재하는 저에너지 단당류로, 제로칼로리 다이어트 음료에 주로 들어간다. 약 70년 전에 밀에서 처음 발견된 알룰로스와 D-프럭토스는 3번 탄소(C-3)에서 입체화학적 성질이 다른 에피머이며, 농산물과 상업적으로 제조된 탄수화물 복합체에 소량으로 존재한다. 알룰로스의 단맛은 설탕의 단맛의 70% 정도이며, 알룰로스의 건강상 이점은 향상된 인슐린 저항성, 항산화제 강화 및 형성, 저혈당 조절 등이 포함될 수 있다.
미국식품의약국(FDA)은 알룰로스를 안전원료인증(GRAS) 제품으로 분류하고, 다양한 품목에 사용을 승인했다. 다른 당류와 흡수 및 대사되는 방식이 다르기때문에 FDA는 알룰로스를 영양성분표에서 제외했으나 탄수화물의 일종으로 0.4 kcal/g으로 표시할 것을 지시했다.
일반적인 당류와 다르게 신체에 잘 흡수되지 않고 인슐린 수치도 상승시키지 않으나, 다른 부작용이 더 있는지 더 많은 연구의 필요성이 제안된다. 2020년에는 삼양그룹의 결론을 FDA가 수용하여 체중 60 kg의 성인의 경우 하루에 33~36 g의 알룰로스를 섭취해도 된다고 인정했다.

## 역사
알룰로스에 대한 최초의 대량 생산 방법은 1994년 일본 카가와 대학교의 이즈모리 켄(何森健, Izumori Ken)이 프럭토스를 알룰로스로 전환시키는 핵심 효소인 D-타가토스 3-에피머화효소(D-tagatose 3-epimerase)를 발견했을 때 만들어졌다. 이 제조 방법은 높은 수득률을 가지나 제조 비용이 매우 비싸다.

## 구조
알룰로스는 수용액에서 주로 고리형으로 존재하며 D-프럭토스와 3번 탄소(C-3)에서 입체화학적 성질이 다른 에피머이다.
| 알룰로스의 구조    | 알룰로스의 구조    | 알룰로스의 구조    |
| 골격 구조식        | 하워드 투영식      | 하워드 투영식      |
| ------------------ | ------------------ | ------------------ |
|                    | α-D-프시코푸라노스 | β-D-프시코푸라노스 |
| α-D-프시코피라노스 | β-D-프시코피라노스 |                    |

## 상업적 이용
상업적 제조업체 및 식품 연구소는 달걀 흰자위 단백질의 거품을 많이 내는 성질 및 마이야르 반응(Maillard reaction)을 통한 항산화 물질의 생성을 유도하는 능력을 포함하여 수크로스와 프럭토스 감미료와 차별화 할 수 있는 알룰로스의 특성을 조사하고 있다.
적어도 두 제조업체가 알룰로스의 상업적 사용을 진행 중에 있는데, 음료, 요구르트, 아이스크림, 구운 식품, 기타 통상적인 고칼로리 식품에 저칼로리 감미료를 사용한다고 마케팅 중이다. 런던에 본사를 둔 테이트앤라일사(Tate & Lyle 社)는 돌시아 프리마 알룰로스(Dolcia Prima allulose)로 알려진 알룰로스 제품을 출시했으며, 미국에 본사를 둔 앤더슨글로벌 그룹(Anderson Global Group)은 한국의 제조업체인 CJ 제일제당과 함께 2015년 북미시장에 알룰로스 제품을 출시했다.
미국식품의약국(FDA)은 알룰로스를 일반적으로 안전하다고 인정된(GRAS) 제품으로 분류하고, 다양한 품목에 알룰로스의 사용을 승인했다. 알룰로스는 아직 유럽연합에선 사용이 승인되지 않았다.
알룰로스 제조업체인 테이트앤라일사가 지원한 연구에 따르면 알룰로스는 일반적으로 대사되지 않기 때문에 알룰로스의 칼로리 값은 설탕보다 훨씬 낮다(거의 0). 테이트앤라일사는 알룰로스는 혈당 반응에 크게 영항을 주지 않기 때문에 당 섭취량을 모니터하는 소비자에게 혜택을 줄 수 있다고 주장한다. 테이트앤라일사가 인용한 연구에 따르면 25g의 알룰로스, 25g의 설탕 섭취를 비교했을 때, 알룰로스는 섭취 후 2시간 동안 혈당치를 기준치보다 높게 상승시키지 않았다.

## 같이 보기
- 글루코스
- 프럭토스
- 갈락토스